# Mauro Numa
Mauro Numa (Venecia, 8 de noviembre de 1961) es un deportista italiano que compitió en esgrima, especialista en la modalidad de florete.
Participó en tres Juegos Olímpicos de Verano, entre los años 1984 y 1992, obteniendo dos medallas de oro en Los Ángeles 1984, en las pruebas individual y por equipos (junto con Andrea Borella, Stefano Cerioni, Angelo Scuri y Andrea Cipressa).
Ganó nueve medallas en el Campeonato Mundial de Esgrima entre los años 1979 y 1989, y una medalla de oro en el Campeonato Europeo de Esgrima de 1982.

## Palmarés internacional
| Juegos Olímpicos   | Juegos Olímpicos             | Juegos Olímpicos  | Juegos Olímpicos    |
| Año                | Lugar                        | Medalla           | Prueba              |
| ------------------ | ---------------------------- | ----------------- | ------------------- |
| 1984               | Los Ángeles (Estados Unidos) | Medalla de oro    | Florete individual  |
| 1984               | Los Ángeles (Estados Unidos) | Medalla de oro    | Florete por equipos |
| Campeonato Mundial |                              |                   |                     |
| Año                | Lugar                        | Medalla           | Prueba              |
| 1979               | Melbourne (Australia)        | Medalla de plata  | Florete por equipos |
| 1981               | Clermont-Ferrand (Francia)   | Medalla de plata  | Florete por equipos |
| 1982               | Roma (Italia)                | Medalla de plata  | Florete individual  |
| 1982               | Roma (Italia)                | Medalla de bronce | Florete por equipos |
| 1985               | Barcelona (España)           | Medalla de oro    | Florete individual  |
| 1985               | Barcelona (España)           | Medalla de oro    | Florete por equipos |
| 1986               | Sofía (Bulgaria)             | Medalla de oro    | Florete por equipos |
| 1986               | Sofía (Bulgaria)             | Medalla de bronce | Florete individual  |
| 1989               | Denver (Estados Unidos)      | Medalla de bronce | Florete individual  |
| Campeonato Europeo |                              |                   |                     |
| Año                | Lugar                        | Medalla           | Prueba              |
| 1982               | Mödling (Austria)            | Medalla de oro    | Florete individual  |